# Tatsuya Mochizuki
Tatsuya Mochizuki (født 20. april 1963) er en tidligere japansk fodboldspiller og træner.
Han har spillet for flere forskellige klubber i sin karriere, herunder Yamaha Motors.
Han har tidligere trænet Avispa Fukuoka, Shonan Bellmare, Vegalta Sendai og Kawasaki Frontale.